# Shams al-Dīn Abū ʿAbd Allāh Muḥammad ibn Muḥammad al-Khalīlī
Shams al-Dīn Abū ʿAbd Allāh Muḥammad ibn Muḥammad al-Khalīlī (in arabo شمس الدين عبد الله محمد بن محمد الخليلي‎?; 1320 – 1380) è stato un astronomo siriano che compilò tabelle assai progredite per uso astronomico.
Lavorò per la maggior parte della sua vita come addetto al calcolo dei tempi liturgici islamici (muwaqqit) per la Grande Moschea degli Omayyadi di Damasco. Assai poco si conosce tuttavia della sua biografia.

## Opera
Al-Khalīlī è noto per aver elaborato due serie di tavole matematiche, entrambe totalizzanti più di 30.000 entrate. Inserì tutte le voci messe a punto dal celebre astronomo egiziano Ibn Yūnus, fatta eccezione per i dati che al-Khalīlī aveva elaborato da solo per la città di Damasco. Calcolò 13.000 voci per le sue "Tabelle universali" e le diverse funzioni ausiliarie che gli consentirono di generare soluzioni per i problemi standard d'astronomia sferica per qualsiasi latitudine.
Oltre a ciò, creò 3.000 voci di tabelle che permisero il calcolo della direzione della città di Mecca (la qibla) per ogni latitudine e longitudine di tutte le contrade islamiche del XIV secolo. La conoscenza della direzione della qibla è fondamentale nelle aree di cultura islamica per pregare correttamente in direzione della Mecca. I valori presenti nelle Tavole di al-Khalīlī furono determinati con estrema esattezza fino a tre-4d decimali oltre la virgola. Finora non si sa come al-Khalīlī abbia potuto calcolare ognuna delle sue voci.